# No hay igual
No hay igual è una canzone scritta dalla cantante canadese Nelly Furtado, Tim "Timbaland" Mosley, Nate "Danja" Hills e Nisan Stewart, e prodotta da Timbaland, Danja e Stewart per il terzo album della Furtado, Loose.
È stata pubblicata come secondo singolo in America Latina, e negli Stati Uniti come download digitale il 18 aprile 2006 come singolo club.

## Tracce
Vinyl 12" single
1. "No hay igual"
2. "No hay igual" (instrumental)

CD single
1. "No hay igual" (album version)
2. "No hay igual" (instrumental)
3. "No hay igual" con Pharrell
4. "No hay igual" (remix) con Residente Calle 13
5. "No hay igual" (single version instrumental)

CD promo
1. "No hay igual" (album version)
2. "No hay igual" (instrumental)